# Petronella Panérus
Petronella Panérus, född 18 december 1968, är en svensk reklambyrådirektör.
Panérus är uppväxt i Västerås. Hon studerade ekonomi vid Stockholms universitet och inledde arbetslivet som programmerare.
Under senare delen av 1990-talet arbetade hon på mediebyrån Message Plus. År 1999 började hon på Lowe Brindfors och efter några år gick hon vidare till Publicis Stockholm där hon stannade i fem år.
I oktober 2006 började Panérus arbeta för Scholz & Friends kontor i Sverige. Den 1 februari 2010 blev hon även vd för denna byrå. Hon slutade som vd våren 2012.
Hösten 2012 blev hon istället vd för byrån Great Works. År 2014 bildades det nya byrånätverket The North Alliance (NoA) där Great Works och den svenska reklambyrån Åkestam Holst ingick. Efter att Åkestam Holsts långvarige vd Göran Åkestam lämnade detta uppdrag 2015 blev Panérus ny vd för reklambyrån.
2017 blev Åkestam Holst under Panérus ledarskap utsedd till årets internationella reklambyrå i världen av den amerikanska branschtidningen AdWeek. Från januari 2019 blev hon även landschef i Sverige för NoA. Panérus lämnade Åkestam Holst och NoA-koncernen under år 2020.
Mot slutet av 2020 utsågs Panérus till vd för designbyrån Farm som drevs av byrån Doconomy. Farm lades ner 2022. Hösten 2021 utsågs Panérus till styrelseordförande för reklambyrån Familjen.
Under senare delen av 2020-talet har Panérus breddat sitt engagemang inom management och styrelsearbete. Hon är sedan 2023 styrelseledamot i Kid Collective och är verksam som VD och Agent Manager på Global Ensemble Management. Under perioden 2015–2024 placerade hon sig tillsammans med Göran Åkestam och Thomas Högobol på 14:e plats på listan över personer som har påverkat marknadsföringsbranschen mest, enligt Resumé.